# Rhabdophyllum
Rhabdophyllum là một chi thực vật có hoa trong họ Ochnaceae.

## Loài
Chi Rhabdophyllum gồm các loài:
- Rhabdophyllum letestui Farron
- Rhabdophyllum reflexum (De Wild. & T.Durand) Tiegh.
- Rhabdophyllum rigidum Farron
- Rhabdophyllum thonneri (De Wild.) Farron